# ألم الظهر
آلام الظهر أو الظُّهَار (باللغة الإنجليزية: Dorsalgia، نقحرة: دورسالجيا، أو Back Pain) هي الآلام التي يشعر بها المصاب في ظهره، وهي عادةً تكون بسبب العضلات أو الأعصاب أو العظام أو المفاصل أو انزلاق غضروفي ضمن العمود الفقري. يمكن أن تحدث بصورة مفاجأة وسريعة أو بصورة تدريجية، ويمكن أيضا ان تكون بشكل مستمر أو بشكل متقطع، يمكنها أيضا ان تنتشر من مكان إلى آخر (عادةً نحو الذراع واليد، أو الفخذ والساق). وتختلف نوعية الألم حيث أنه قد يكون ألم حاد، أو باهت، أو كالإحساس بالاحتراق. يمكن وجود أعراض أخرى مصاحبه للألم كمثل ضعف العضلات، والتنميل، والإحساس بالوخز.
ألم الظهر قد ينشأ من العضلات، الأعصاب، العظام، المفاصل، أو من أجزاء وتراكيب أخرى في العمود الفقري. الأعضاء الداخلية كالمرارة، البنكرياس، الشريان الأورطي (الأبهر)، الكليتان قد تسبب أيضًا ألم محوّل (منتقل) في الظهر.
ألم الظهر شائع، ما يعادل تسع من كل عشر أشخاص بالغين قد يواجهون ألام الظهر في مرحلة معينة من حياتهم. وخمسة من كل عشر أشخاص بالغين عاملين يواجهون تلك الآلام سنويًا. بعضهم يقدّر أن 95٪ من الأمريكيين سيواجهون ألم الظهر في مرحلة معينة في حياتهم. إنها السبب الأكثر شيوعًا للألم المزمن، وعامل مشارك كبير في ترك العمل والعجز. ومع ذلك، إنه لمن النادر أن يسبب ألم الظهر عجز دائم. في أغلب حالات الانزلاق الغضروفي والتضيّق (في مجرى أو وعاء في الجسم)، الراحة، الإبر والجراحة لها نتائج علاجية عامّة متشابهة للمتوسط بعد سنة واحدة من استخدام العلاج. في الولايات المتحدة الأمريكية، ألم أسفل الظهر الحاد هو السبب الخامس الأكثر شيوعًا لزيارات الأطباء ويسبب 40٪ من ترك بعض الأيام في العمل. وبالإضافة، هو السبب الرئيسي الوحيد لعدم القدرة والعجز حول العالم.

## التصنيف
يمكن أن يصنف ألم الظهر بطرق عدة وهذا يساعد على تشخيصه والتعامل معه. المدة الزمنية لألم الظهر يمكن أن تصنف إلى ثلاث فئات تتبع نمط الشفاء المتوقع من الأنسجة. الألم الحاد يستمر إلى 12 أسبوع، أما الألم تحت الحاد (دون الحاد) يطلق على النصف الثانية من الألم الحاد (الأسبوع السادس إلى 12)، أما الألم المزمن فهو الذي يستمر بعد الأسبوع الثاني عشر.

## المسببات
فيما يقارب خمسة وثمانون بالمئة من الحالات، لا يوجد أسباب فسيولوجية واضحة. هناك العديد من المسببات لألم الظهر منها: أمراض الأوعية الدموية، الأعضاء الداخلية والأمراض المناعية. الحبل الشوكي وجذور الأعصاب والعمود الفقري والعضلات حول العمود الفقري كلها قد تكون مصادر لألم الظهر. الأربطة الأمامية للغضروف الفقري حساسة جداً، فأي إصابة ولو كانت صغيرة قد تسبب آلام شديدة. في هشاشة العظام، العظام تكون أضعف ومن الممكن أن تحدث شقوق صغيرة أو كسور في العظام مما يؤدي إلى إحداث ألم. التهاب الفقرات في الظهر من الممكن أن يسبب شعور بالألم أيضاً. المفاصل الزليلة للحبل الشوكي (مثل المفاصل المشتركة بين الفقرات) تم تعريفها على أنها السبب الرئيسي للألم، فيما يعادل 1\3 الأشخاص الذين يعانون من ألم مزمن في أسفل الظهر، وفي أغلب حالات آلام الرقبة التي تتبع التمزقات في عضلات الرقبة.
ما يقارب 98٪ من الناس الذين يعانون من آلام في الظهر تم تشخيصهم بآلام ظهر حادة غير مرتبطة بأسباب مرضية معينة. وهناك ماي عادل 2٪ من الأشخاص يعانون من الآلام بسبب انتشار السرطانات، في حين أن الالتهابات الخطيرة مثل التهاب العظم والنخاع الشوكي والخراج السيسائي خارج الجافية تحسب على أنها 1٪ من الحالات.
ألم الظهر ممكن أن ينقسم إلى أمراض غير متعلقة باعتلال الجذور العصبية وأمراض متعلقة باعتلال الجذور العصبية. أمراض اعتلال الجذور العصبية تحدث عندما يكون هناك تهيج في جذور الاعصاب، مسببة أعراضاً عصبية مثل: الوخز والخدر. انزلاق الغضروف الفقري وتضيق الثقوب الفقرية التي تمر بها الجذور العصبية هي أهم الأسباب المنتشرة لأمراض الجذور العصبية. الأمراض الغير متعلقة باعتلال الجذور العصبية هي الأكثر شيوعا والتي تكون بسبب إصابة لعضلات العمود الفقري أو لأربطته، أمراض العمود الفقري التنكسية أو الانزلاق الغضروفي. تنكس الفقار أو ضمور العمود الفقري يحدث عندما يطرأ على الغضاريف تغيرات انتكاسية مسببة فشلاً في امتصاص الضغط على الفقرات. المساحة بين الفقرات تكون أكثر ضيقاً مما ينتج ضغطا وتهيجا في الأعصاب.
ألم الظهر ممكن ان يكون بسبب ألم محول من مصدر آخر. الألم المحول يحدث عندما يكون الألم في موقع مختلف عن المصدر الأساسي للألم. ام الدم البطنية في الابهر البطني يمكن أن تكون سبباً في إحداث ألم الظهر.
سبب آخر ممكن لألم الظهر المزمن في أصحاب الفحوص الطبيعية هو التحسس المركزي (تحسس الجهاز العصبي المركزي)، حيث تسبب الإصابة المبدئية أو العدوى -على المدى الطويل- حالة مطولة من الحساسية الشديدة للألم. هذه الحالة المستمرة تسبب استمرار الألم حتى بعد شفاء الإصابة. علاج الحساسية عادة يتضمن جرعات قليلة من المسكنات.

## عوامل تزيد من الخطورة
تزيد السمنة، وهي نمط حياة قليل الحركة وعدم ممارسة التمارين، من خطورة الإصابة بآلام الظهر. المدخنون هم أكثر عرضة للإصابة بآلام الظهر من الآخرين. وضعيات الجلوس الخاطئة وزيادة الوزن أثناء الحمل تزيد من احتمال الإصابة بالألم، بشكل عام الإجهاد يمكن أن يزيد الألم سوءاً.
أظهرت بعض الدراسات أن العوامل النفسية مثل ضغط العمل والعلاقات العائلية الضعيفة قد ترتبط أكثر مع ألم الظهر من التشوهات الهيكلية الظاهرة في الأشعة السينية والفحوصات الطبية الأخرى.

## التشخيص
في أغلب حالات آلام أسفل الظهر، تنصح الآراء الطبية إجماعاً على عدم البحث على التشخيص الدقيق بدلًا من البدء في علاج هذا الألم. هذا يفترض أنه ليس هناك سبب لتوقع أن هذا الشخص لديه مشاكل مزمنة أو كامنة. في أغلب الحالات، الألم يذهب وحده طبيعياً بعد عدة أسابيع. عادةً، الأشخاص الذين يسعون للبحث عن التشخيص عبر التصوير التشخيصي الطبي، من غير المحتمل غالبًا أن يحصلوا على نتائج أفضل من هؤلاء الذين ينتظرون لحالتهم أن تتحسن وتختفي.
الفحوصات المختبرية قد تتضمن تعداد كريات الدم البيضاء، سرعة تثقّل كريات الدم الحمراء والبروتين المتفاعل-C.
- ارتفاع معدل سرعة تثقّل كريات الدم الحمراء قد يشير إلى عدوى، أمراض خبيثة، أمراض مزمنة، التهاب، رضْح أو نقص التروية الدموية في الأنسجة.
- ارتفاع معدلات البروتين المتفاعل-C مرتبطة بالعدوى.

## علامات الخطر
التَّصْويرُ التَّشْخيصِيُّ الطِّبِّيّ ليس ضروريًا عادةً في التشخيص أو العلاج المبدئي لأسفل الظهر. لكن إن كان هناك أعراض ذو علامات خطيرة، الصور الإشعاعية (أشعة إكس)، الأشعة المقطعية، التَّصْويرُ بالرَّنينِ المِغْناطيسِيّ قد يُنصح بها. هذه العلامات الخطرة تتضمن:
- تاريخ سرطاني
- خسارة وزن مفاجئة
- كبت المناعة
- ألتهاب بولي
- تعاطي المخدرات عن طريق الوريد
- الأستخدام المطول للهرمونات المنشطة
- ألم الظهر الذي لايستجيب للتدابير الوقائية
- تاريخ صدمة كبيرة
- سقطة صغيرة أو حمل ثقيل لأشخاص مشتبهين بهشاشة العظام أو كبار السن
- بداية حادة لاحتباس البول، عدم التحكم الأرادي بالتبول
- فقدان القدرة على قبض العضلة الشرجية أو التحكم في التغوط
- تَخْديرٌ إِحْصارِيٌّ سَرْجِيّ
- ضعف حركي شامل أو متدرج في الأطراف السفلية.

## الوقاية
هناك أدلة متوسطة الجودة تقترح أن الجمع بين التعليم والتمارين قد يقلل خطر الإصابة بنوبات ألم الظهر للفرد. وأدلة أقل جودة تشير إلى التمارين وحدها كمانع محتمل لبدء هذه الحالة (آلام الظهر).

## التدابير العلاجية
هدف العلاج عند التعامل مع ألم الظهر هو تقليل الألم في أسرع وقت ممكن، لإعادة قدرة الشخص على ممارسة أنشطته ووظائفه اليومية، ومساعدته على التعامل مع الألم المزمن ولرؤية الآثار الجانبية للعلاج وتقليل العوائق الاقتصادية والاجتماعية التي يمر بها المريض في فترة العلاج. لكثير من المرضى الهدف هو إبقاء الألم في مستوى يمكن التحكم به للاستمرار في إعادة التأهيل، التي بدورها ممكن أن تؤدي إلى تخفيف الألم على المدى الطويل. لبعض المرضى الهدف هو تخفيف الألم باستخدام وسائل غير جراحية في حين أن البعض الآخر من المرضى يحتاج تدخل جراحي سريع لتحسين الحالة.
لا تعمل كل العلاجات لجميع الحالات المرضية ولا لجميع الأشخاص الذين يعانون من نفس الحالة، بل هناك الكثير ممن يشعرون بأنهم بحاجة إلى تجربة العديد من الخيارات العلاجية لتحديد ماهية العلاج الأفضل لهم. المرحلة المرضية للحالة (مزمنة أو حادة) هي عامل أساسي لتحديد الخيار العلاجي. فقط نسبة قليلة من المرضى مما يعادل 1٪ إلى 10٪ يحتاجون إلى تدخل جراحي.